# Paulo Rangel
Paulo Artur dos Santos de Castro de Campos Rangel (Vila Nova de Gaia, 18 de Fevereiro de 1968) é um advogado e político português. 
Atualmente, além de assumir as funções de vice-presidente da Comissão Política Nacional do PSD, é (desde o dia 2 de abril de 2024) Ministro de Estado e dos Negócios Estrangeiros do XXIV Governo de Portugal, chefiado por Luís Montenegro
, sendo considerado o segundo membro do Executivo.

## Biografia

### Infância e juventude
Natural de Vila Nova de Gaia, passou a infância e juventude no norte do país, crescendo entre Gaia, Porto e Gondomar.
Frequentou o Colégio Internato dos Carvalhos, antes de ingressar na  Universidade Católica Portuguesa.

### Percurso académico e profissional
Licenciado em Direito pela Faculdade de Direito da Universidade Católica Portuguesa, em 1991.
Advogado de profissão, foi admitido em 1994 na Ordem dos Advogados Portugueses, e dedica-se ao Direito Público, especialmente ao Direito Administrativo e ao Direito do Ambiente.
Enquanto advogado, integrou as sociedades de advogados Osório de Castro, Verde Pinho, Vieira Peres, Lobo Xavier & Associados, de 1999 a 2005, e a Cuatrecasas, Gonçalves Pereira & Associados, da qual foi sócio, desde 2006 até 2012.
Foi também docente no Centro Regional do Porto da Universidade Católica, onde, ate ao seu ingresso no governo, regia a disciplina de Ciência Política no curso de licenciatura em Direito.
No âmbito do seu percurso académico foi bolseiro da Deutscher Akademischer Austausch Dienst, o que lhe permitiu fazer investigação no estrangeiro, nos campos do Direito Constitucional, do Direito Administrativo e da Ciência Política, no Instituto Universitário Europeu e nas universidades de Bolonha, Génova e Freiburg. A sua investigação sobre a teoria do federalismo e a constituição europeia, o estatuto constitucional do poder judicial e sistemas de governo, deram origem ao livro Repensar o Poder Judicial, publicado em 2001.
Entre as restantes atividades que Paulo Rangel exerceu, constam as de membro do Conselho de Redação da revista Jurisprudência Constitucional, do Conselho Editorial da Universidade Católica Portuguesa, da Direção da Associação Comercial do Porto e do Conselho de Administração da Fundação Robert Schuman.
Foi colunista no jornal Público e comentador da RTP, bem como da TVI24, onde integrou o painel do programa Prova dos Nove.
Foi distinguido com o Prémio D. António Ferreira Gomes, da Universidade Católica (1986) e com o Prémio René Cassin, do Conselho da Europa (1989).

### Atividade política

#### Entrada na politica ativa
A primeira participação de Paulo Rangel na política deu-se nas eleições autárquicas de 2001 — o PSD e o CDS-PP confiaram-lhe então a redação do programa de candidatura à Câmara Municipal do Porto, encabeçada por Rui Rio.
Rangel tinha já sido militante do CDS-PP — aos 28 anos, em 1996, aderira ao partido democrata-cristão quando este era liderado por Manuel Monteiro. Abandonaria essa estrutura três anos mais tarde, na sequencia da dissolução do projeto de coligação da chamada Alternativa Democrática (AD), ensaio de uma reedição da Aliança Democrática, por Marcelo Rebelo de Sousa e Paulo Portas.
Já em 2004, quando José Pedro Aguiar-Branco foi nomeado Ministro da Justiça do XVI Governo Constitucional, de coligação entre o PSD e o CDS-PP, sendo Primeiro-Ministro Pedro Santana Lopes, o advogado portuense indicou Rangel para ser Secretário de Estado Adjunto do seu ministério.
Depois da queda do governo de Santana Lopes, Rangel foi incluído nas listas do PSD para as legislativas de 2005. 
Estrear-se-ia assim como deputado na Assembleia da Republica, na sequencia dessas legislativas, vencidas, com maioria absoluta, pelo Partido Socialista de José Sócrates. 

#### Liderança da bancada parlamentar doPSD
Deputado à Assembleia da República, pelo Círculo do Porto — altura em que formalizou a sua adesão ao PSD — viria a ter um papel de destaque no Parlamento com a chegada de Manuela Ferreira Leite à liderança do partido, que o indicou para presidente do Grupo Parlamentar, em junho de 2008.
Liderou assim a bancada parlamentar do PSD ate ao ano seguinte, em 2009. 

#### Deputado aoParlamento Europeu

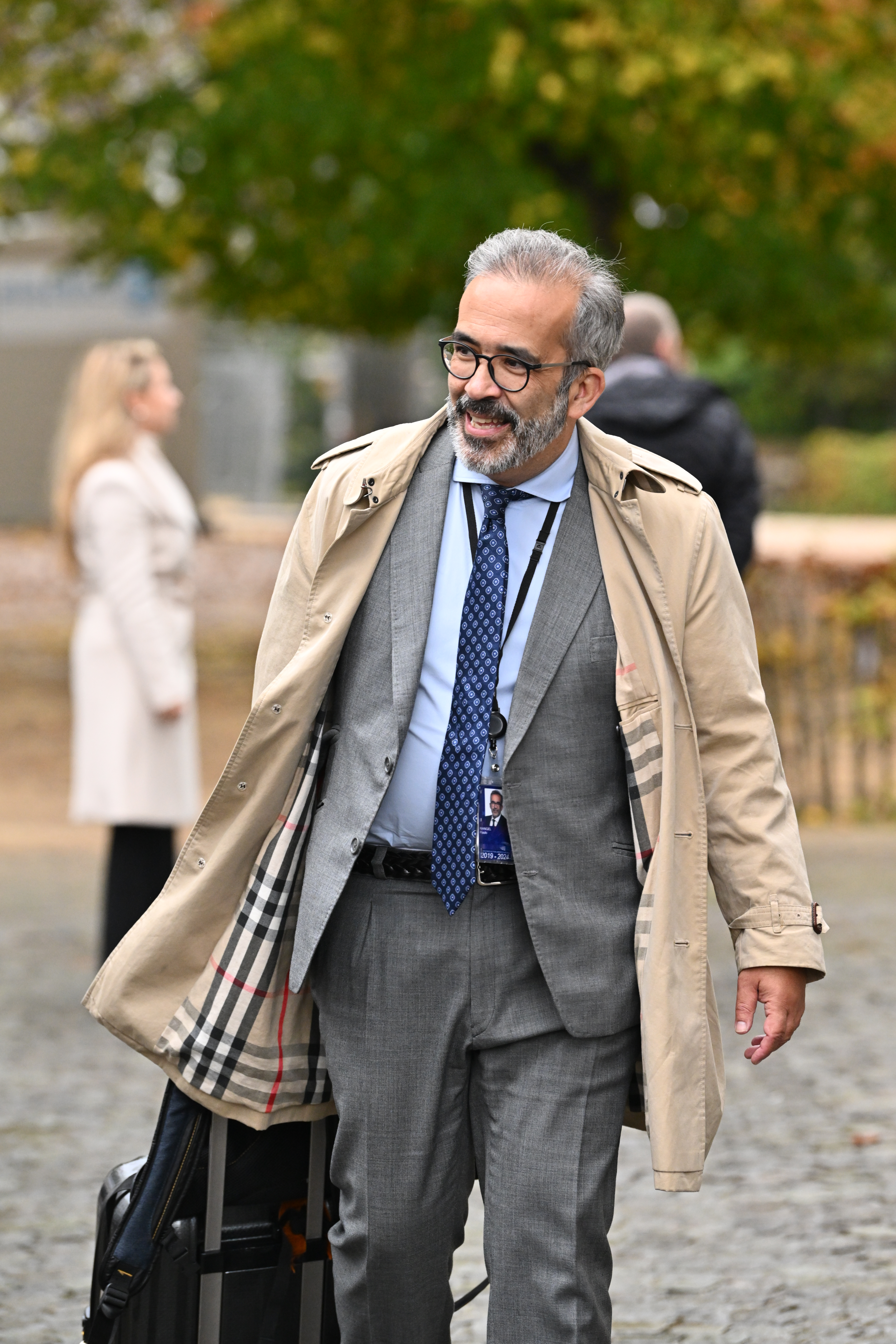
Paulo Rangel em 2022

Nas eleições para o Parlamento Europeu de 2009, Paulo Rangel foi a escolha da direção de Ferreira Leite para encabeçar a lista desse partido,. Saiu vencedor sobre o PS
Desde a sua eleição coordenou o Grupo Europeu do PSD[ligação inativa] e foi igualmente vice-presidente do Grupo Parlamentar do PPE; em 2011 passou também a presidir ao então criado Grupo Parlamentar União Europeia-Brasil.
Já em 2015 foi eleito vice-presidente do PPE, no congresso de Madrid, realizado a 22 de Outubro desse ano.
Nas eleições europeias de 2014, Rangel foi convidado por Pedro Passos Coelho para encabeçar de novo a lista do PSD, que acabou por fazer lista conjunta com o CDS-PP — na altura seu parceiro de coligação no XX Governo Constitucional.
Embora tenha sido ultrapassado pela candidatura do PS, a lista encabeçada por Rangel obteve 27,71% dos votos (elegendo sete deputados (em 21) ao Parlamento Europeu), contra 31,46%, obtidos pelo PS.
O resultado obtido pelo PSD face às expetativas internas do PS nestas eleições, que esperava uma maior margem de vitória perante a coligação PSD/CDS-PP — numa altura em que o governo formado por estes partidos aplicavam as medidas impopulares do memorando de Portugal com a Troika — viria a causar uma crise política interna no PS. Contestado internamente, o então líder deste partido, António José Seguro, vir-se-ia na contingencia de convocar eleições internas, das quais sairia ganhador a fação oposta à de Seguro, encabeçada por António Costa, a seguir, líder do partido
Ja a 26 de Maio de 2019, sendo, pela terceira vez sucessiva, o cabeça de lista do seu partido às eleições europeias, Rangel conseguiria apenas 21,9% dos votos (727.207 votos), tendo dessa forma obtido o pior resultado eleitoral de sempre do PSD.

#### Candidaturas a liderança doPSD
Paulo Rangel foi, por duas vezes, candidato a liderança do PSD. 
Em fevereiro de 2010, com o fim do mandato de Manuela Ferreira Leite, disputou, pela primeira vez, o cargo, com Pedro Passos Coelho e Aguiar-Branco. 
Apresentou então como mandatário nacional António Capucho, e contou, entre os seus apoiantes, com militantes históricos como Mário Montalvão Machado e José Menéres Pimentel; novos quadros do partido, como Paulo Mota Pinto e Sofia Galvão; e antigos dirigentes ou governantes das direções de Durão Barroso (como Nuno Morais Sarmento e José Luís Arnaut), ou Cavaco Silva (como Pacheco Pereira, Pedro Lynce e João Maria de Oliveira Martins).
A candidatura de Rangel seria derrotada pela de Passos Coelho, que teve uma maioria clara nessas eleições diretas. Rangel ficaria, no entanto, consideravelmente a frente de Aguiar-Branco.
Em 2021 anunciou, em conselho nacional realizado no dia 15 de outubro, aquela que foi a sua segunda candidatura à liderança do partido.  
Dias antes, um artigo do jornal Público, de 11 de outubro, noticiava que "As principais estruturas do partido, que representam 60% dos militantes [se inclinavam] para apoiar o eurodeputado do PSD". 
Teria agora como adversário Rui Rio. 
O ex-Presidente da RTP Gonçalo Reis era entretanto anunciado como mandatário financeiro da candidatura
Nas eleições disputadas a dia 27 de novembro de 2021 Rio vencia Rangel por 1.746 votos; a vitória mais curta de sempre em eleições internas do PSD. 
Na aprovação das listas social-democratas para as eleições legislativas de 2022, o afastamento de dirigentes de estruturas distritais como Faro, Viseu, Porto, Guarda ou Coimbra, que haviam apoiado Rangel nas diretas, gerou polemica no partido, tendo Rui Rio sido acusado de purga aos apoiantes de Rangel. 
Depois do fim da liderança de Rio — derrotado com a maioria absoluta do PS de António Costa, nas eleições legislativas de 2022 — seria Luís Montenegro a conquistar a liderança do partido laranja, apos vencer as eleições diretas realizadas a 28 de maio de 2022. 
Montenegro acabaria por convidar Rangel para ser seu seu vice-presidente, na nova direção partidária.

#### Estreia no Governo
Nas eleições legislativas de marco de 2023, e embora com um resultado de apenas 28,84% dos votos (incluindo AD e PSD-CDS na Madeira), permitindo 80 assentos no Parlamento, a coligação de Direita venceu sobre o PS, agora liderado por Pedro Nuno Santos. 
Tendo Montenegro a formar governo como Primeiro-Ministro, Rangel acabaria por se estrear em funcoes governativas. Assim, 2 de abril de 2024 tomou posse no cargo de Ministro de Estado e dos Negócios Estrangeiros do XXIV Governo de Portugal. A imprensa da-o como numero dois do Executivo.

### Vida pessoal

#### Violação da reserva de vida privada
Em julho de 2021 surgiu na internet um vídeo, gravado uns anos antes, envolvendo Paulo Rangel. Nele, um homem que aparentava ser Paulo Rangel circulava numa rua, supostamente de Bruxelas, aparentando estar embriagado.   
No seu twitter o então eurodeputado, reagia com a seguinte mensagem: Um vídeo depois de um excesso num jantar com amigos, há anos em Bruxelas, tornou-se viral. Não sei quem filmou, guardou e só agora divulgou. Deploro que o tenha feito, violando os limites da vida privada. Vida, em que como canta o Sérgio, todos temos glórias, terrores e aventuras.

#### Chantagem dos adversários no PSD e declarações sobre sexualidade
Em setembro de 2021, no programa de entrevistas de Daniel Oliveira, Alta Definição, transmitido pela SIC, Rangel assumiu não ser heterossexual. Afirmou, no entanto, que desvalorizava a importância politica de falar publicamente sobre a sua orientação sexual.
Tais declarações aconteceram da sequência de o semanário tabloide Tal & Qual ter feito manchete com o seguinte título: "Eles querem ver Rangel a sair do armário". O titulo foi interpretado como uma chantagem (utilizando o referido jornal) feita pelos seus adversários políticos do PSD, com a vista prejudicar a sua esperada candidatura à liderança do partido. 
Não foi a primeira vez que um político "em funções" (governativas, de representação ou de direção de partido), assumia a sua orientação sexual — haviam-no feito a então Secretária de Estado da Modernização Administrativa, Graça Fonseca em 2017, numa entrevista ao DN, e Adolfo Mesquita Nunes, então vice-presidente do CDS/PP, em 2018, ao Expresso. Contudo, foi a primeira vez que um político a quem era apontado publicamente ser homossexual respondia, também publicamente, assumindo essa identidade.
Na sequencia da entrevista surgiram alegações de que Rangel teria feito campanha e votado contra os direitos LGBT[carece de fontes?] — à exceção de um voto a favor, em 2015, de uma resolução do Parlamento Europeu que propunha reconhecer o casamento entre pessoas do mesmo sexo como um direito humano — e que tal teria sido ignorado pelos média portugueses.
Reações criticas a entrevista dada no programa Alta Definição, apontavam também que o politico optara por afirmar não ser heterossexual em vez de afirmar ser "gay".
Polemicas
Em outubro de 2024, nome de Paulo Rangel (a exercer o cargo de Ministro de Estado e dos Negócios Estrangeiros há alguns meses) surgiu envolvido numa polémica com militares da Forca Aérea. O caso era trazido a publico, de novo, pelo jornal Tal & Qual. 
O evento teria ocorrido na chegada de portugueses do Líbano a Portugal, depois de uma semana de intensos bombardeamentos de Israel. 
Rangel, que, alegadamente, queria receber os repatriados à saída do avião, no Aeroporto de Figo Maduro, numa zona onde não estava autorizado a entrar, teria tido um diferendo com militares no local, sendo acusado de os insultar, assim como de ter gritado com o Chefe do Estado-Maior da Força Aérea, ali presente.  
Em declarações a imprensa sobre o sucedido, o Ministro negou ter insultado os militares, afirmando ter ocorrido apenas um “incidente”, que disse ter ficado sanado “logo na altura”.

### Condecorações
- Grã-Cruz do Mérito com Estrela da Ordem do Mérito da República Federal da Alemanha (26 de Maio de 2009)[35]

## Obras publicadas
- Concertação, Programação e Direito do Ambiente. Coimbra, Coimbra Editora, 1994
- O assassinato do conto policial, FTD Editora, 1989
- Reserva de Jurisdição: Sentido Dogmático e Sentido Jurisprudencial. Porto, Editora Universidade Católica, 1997
- Repensar o Poder Judicial. Porto, Publicações Universidade Católica, 2001
- Guerras Surdas - Crónicas da Tensão Política. Coimbra, 2005
- O estado do Estado - Dom Quixote, 2009